# Æthelbald af Mercia
Æthelbald (også stavet Ethelbald eller Aethelbald; død 757) var konge af Mercia, i det som i dag kaldes English Midlands fra 716 til han blev dræbt i 757. Æthelbald var søn af Alweo og således barnebarn af kon Eowa. Æthelbald overtog tronen efter hans fætter, kong Ceolred, der havde drevet ham i eksil. I sin lange regeringstid blev Mercia det dominerende kongerige blandt de angelsaksiske kongeriger, og det genvandt sin overlegenhed som det havde haft under stærke regenter som konerne Penda og Wulfhere mellem ca 628 og 675.
Da Æthelbald overtog tronen havde både Wessex og Kent stærkere konger, men inden for 15 år beskrev den samtidige kronikør Beda Æthelbald som hersker over hele det sydlige England op til floden Humber. I Angelsaksiske Krønike bliver Æthelbald ikke listet som en bretwalda, eller "hersker over Britannien", men dette er muligvis som følge af, at krøniken stammer fra Wessex.
Bonifatius skrev til Æthelbald omkring år 745 for at irettesætte ham angående forskellige løsslupne og ireligiøse handlinger. Det efterfølgende råd i Clovesho i 747 og et charter fra Æthelbald udskrevet i Gumley i 749 - det frigjorde kirken fra nogle af deres forpligtelser - kan have været en reaktion på Bonifacatius' brev. Æthelbald blev dræbt i 757 af sine livvagter. Han blev kortvarigt efterfulgt af Beornred, om hvems der vides meget lidt, men inden for et år tog Offa, barnebarn af Æthelbalds fætter Eanwulf, tronen, muligvis efter en kortvarig borgerkrig. Under Offa gik Mercia ind i sin mest blomstrende og indflydelsesrige periode.